# Liste der Baudenkmäler in Scheuring

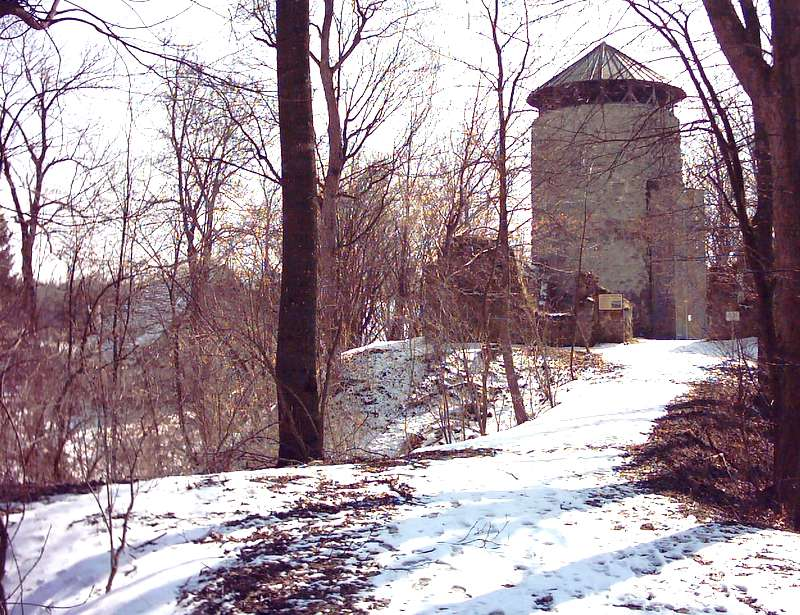
Burgruine Haltenberg

Auf dieser Seite sind die Baudenkmäler in der oberbayerischen Gemeinde Scheuring zusammengestellt. Diese Tabelle ist eine Teilliste der Liste der Baudenkmäler in Bayern. Grundlage ist die Bayerische Denkmalliste, die auf Basis des Bayerischen Denkmalschutzgesetzes vom 1. Oktober 1973 erstmals erstellt wurde und seither durch das Bayerische Landesamt für Denkmalpflege geführt wird. Die folgenden Angaben ersetzen nicht die rechtsverbindliche Auskunft der Denkmalschutzbehörde.

## Baudenkmäler nach Ortsteilen

### Scheuring
| Lage                        | Objekt                                             | Beschreibung | Akten-Nr.     | Bild                                               |
| --------------------------- | -------------------------------------------------- | --- | ------------- | -------------------------------------------------- |
| Grottenteile (Standort)     | Feldkapelle St. Michael                            | rechtwinkliger Satteldachbau mit Pilastergliederung, 2. Hälfte 19. Jahrhundert; südlich vom Ort | D-1-81-138-6  | weitere Bilder                                     |
| Hauptstraße 46 (Standort)   | Gasthaus                                           | stattlicher Satteldachbau mit Putz- und Gesimsgliederung, Haustür mit geschnitztem Dekor, bezeichnet 1843 | D-1-81-138-4  | weitere Bilder                                     |
| Hauptstraße 78 (Standort)   | Ehemaliges, dem Verfall preisgegebenes, Bauernhaus | rückseitig abgeschleppter Satteldachbau, 18. und 19. Jahrhundert | D-1-81-138-11 | Ehemaliges, dem Verfall preisgegebenes, Bauernhaus |
| Kirchplatz 2 (Standort)     | Pfarrhaus                                          | stattlicher zweigeschossiger Walmdachbau mit reich gestaltetem Portal, 1907; Wappentafel am Nebengebäude, Rotmarmorplatte, bezeichnet 1649; Einfriedung, Ummauerung des Pfarrgartens auf der West-, Nord- und Südseite, teils mit Strebepfeilern, 17./18. Jahrhundert | D-1-81-138-5  | weitere Bilder                                     |
| Kirchplatz 4 (Standort)     | Katholische Pfarrkirche St. Martin                 | Saalbau mit eingezogenem Polygonalchor und Chorflankenturm, 2. Hälfte 15. Jahrhundert, Langhaus über altem Kern 1661, umgestaltet 1753; mit Ausstattung; Teile der Friedhofsmauer, Nord-, Ost- und Westzug gemauert mit Ziegelabdeckung, im Kern 17./18. Jahrhundert; Ölbergkapelle, zweigeschossiger Satteldachbau mit Ölbergdarstellung über Schädelnische, 1618; mit Ausstattung | D-1-81-138-1  | Katholische Pfarrkirche St. Martin                 |
| Winkler Straße 1 (Standort) | Katholische Filialkirche St. Johannes der Täufer   | Saalbau mit eingezogenem Polygonalchor und Chorflankenturm, einheitlich spätgotisch, um 1472; mit Ausstattung; Teile der Friedhofsmauer, Ost-, Süd- und Westzug gemauert mit Deckziegeln, im Kern 17./18. Jahrhundert; Treppenaufgang, flach gedeckte Anlage, 17./18. Jahrhundert                                                                                                   | D-1-81-138-3  | Katholische Filialkirche St. Johannes der Täufer   |

### Haltenberg
| Lage                     | Objekt                     | Beschreibung | Akten-Nr.    | Bild           |
| ------------------------ | -------------------------- | --- | ------------ | -------------- |
| Haltenberg 1 (Standort)  | Ehemaliger Bauhof der Burg | zweigeschossiger Satteldachbau; Stallstadel, abgeknickter Anbau mit tief herabgezogenem Satteldach, im Kern 18. Jahrhundert | D-1-81-138-8 | weitere Bilder |
| In Haltenberg (Standort) | Burgruine                  | Bergfried aus Nagelfluhquadern, romanisch; Mauerzüge, vierseitige Ummauerung eines Innenhofs, 1. Hälfte 15. Jahrhundert; Ehemalige Burgkapelle St. Erasmus, einschiffiger Ziegelbau mit Polygonalchor, 1. Hälfte 15. Jahrhundert | D-1-81-138-7 | weitere Bilder |

### Lichtenberg
| Lage                         | Objekt                   | Beschreibung                                    | Akten-Nr.    | Bild           |
| ---------------------------- | ------------------------ | ----------------------------------------------- | ------------ | -------------- |
| Gut Lichtenberg 3 (Standort) | Ehemaliges Verwalterhaus | zweigeschossiger Satteldachbau, bezeichnet 1777 | D-1-81-138-9 | weitere Bilder |

## Ehemalige Baudenkmäler
In diesem Abschnitt sind Objekte aufgeführt, die früher einmal in der Denkmalliste eingetragen waren, jetzt aber nicht mehr. Objekte, die in anderem Zusammenhang – also z. B. als Teil eines Baudenkmals – weiter eingetragen sind, sollen hier nicht aufgeführt werden. Aktennummern in diesem Abschnitt sind ehemalige, jetzt nicht mehr gültige Aktennummern.

| Lage                                | Objekt                      | Beschreibung                                                  | Akten-Nr.     | Bild |
| ----------------------------------- | --------------------------- | ------------------------------------------------------------- | ------------- | ---- |
| Scheuring Hauptstraße 48 (Standort) | Wohnteil eines Bauernhauses | Satteldachbau, Haustür mit neugotischem Schnitzdekor, um 1870 | D-1-81-138-10 | BW   |